# 장사정포
장사정포(長射程砲, Long Range Artillery)는 조선인민군 육군이 보유한 장거리 사격이 가능한 화포류를 총칭한다. 구체적으로는 다연장 로켓포(방사포)와 자주포를 말한다. 즉, M-1985 방사포와 M-1991 방사포, 170mm 곡산형 자주포를 말한다.
M-1985 다연장로켓포와 M-1991 다연장 로켓포 등은 러시아의 카추사 로켓을 개량한 것이다. 따라서 외국에서는 장사정포라고 별도로 부르지 않고, 일괄해서 조선민주주의인민공화국이 보유한 카추사 로켓이라고 부른다.
2006년 8월 기준으로, 장사정포는 서울을 사정거리 내로 하는 전방지역에 350여 문이 배치되어 있는 것으로 알려져 있다. 유사시 한 시간 만에 서울의 1/3을 피탄시킬 수 있는 것으로 알려져 있다. 이들 화포들은 휴전선 후방 근접 지역에 갱도 포병 형태로 각 포대별로 동굴 속에 배치되어 있다.
2006년에 주한미군 전시작전권 환수 논란과 관련하여, 조선민주주의인민공화국의 장사정포 위협에 대한 한국군의 대응능력이 쟁점 중의 하나로 부각되었다.

## 조선인민군 장사정포의 위협 및 대응
조선인민군은 170mm 자주포는 일반탄의 경우에는 유효사거리가 24km, 최대사거리가 36km이며, 사거리를 연장하면 각각 36km, 54km이므로, 최소 파주와 고양 전체, 김포와 인천 일부. 연장탄 사용시 강동과 강남지역을 제외한 서울 전역과 인천공항·김포공항, 인천, 부천까지 사거리 포함하고, 240mm 방사포 중 M-1985는 유효사거리는 40km, 최대사거리는 60km에 달하여 서울 서북부와 인천 일부, 인천공항·김포공항이 포함되고, M-1991은 최대 서울 전체는 물론 과천, 안양, 시흥까지 사거리에 포함된다. 조선인민군의 장사정포는 동굴진지에 은폐되어 있어 출입문을 개방하고 이동한 후 사격을 하게 되는데, 사격후 동굴진지로 다시 이동하기까지, 170mm 자주포는 34분, 240mm 방사포는 19분이 걸린다.

## 핵무기
북한군은 다음과 같이 핵탄두를 탑재할 수 있다고 선전하고 있다:
- 사정거리 53km의 170mm 장사정포: 10kt급 이하의 핵탄두
- 사정거리 55km의 FROG-5 지대지 로켓: 25kt급 이하의 핵탄두
- 사정거리 70km의 FROG-7 지대지 로켓: 25kt급 이하의 핵탄두
- 사정거리 300km의 SCUD-B 미사일: 메가톤급 이하의 핵탄두
- 사정거리 500km의 SCUD-C 미사일: 메가톤급 이하의 핵탄두

핵탄두 소형화에 대해선 아직까지 정확하게 알려진 바는 없으나, 조선민주주의인민공화국은 2007년과 2010년에 소형 핵탄두만 장착한다고 알려져 있는 무수단 미사일을 공개했다.

## 이스라엘
2006년 이스라엘-레바논 전쟁에서 헤즈볼라는 3,970 ~ 4,228 발의 카추사 로켓을 이스라엘에 발사했다. 이들 중 95%는 122 mm (4.8 인치) 구경의 시리아산 카추사 로켓이었다. 무게 30 kg (66 파운드), 사거리 30 km (19 마일)이었다.
이 로켓 공격으로 43명의 이스라엘 민간인이 사망했고, 4천명 이상이 부상했다. 이스라엘에 거주하는 미국 시민권자 30명은 조선민주주의인민공화국이 헤즈볼라의 카추사 로켓 공격을 도왔다면서 1억달러의 손해배상 소송을 워싱턴 DC 소재 연방지방법원에 제기했다. 이들은 헤즈볼라가 발사한 카추사 로켓의 핵심부품이 조선민주주의인민공화국에서 온 것이라고 주장하면서 그 근거로 이스라엘 정보기관인 모사드의 정보를 들었다. 해외에서는 조선민주주의인민공화국의 장사정포를 모두 카추사 로켓이라고 부른다.

## 대응

### 아이언돔
이스라엘은 레이저 요격의 개발을 중단하고, 아이언돔으로 헤즈볼라나 하마스 등의 장사정포를 요격 중이다. 아이언돔은 미니 이지스 레이다에 사이드와인더급 무게 80 kg, 적외선 유도 미사일을 장착한 개념이다. 모든 다연장 로켓포와 야포를 방어할 수 있다. 즉, 기존의 패트리어트나 천궁 레이다에 미사일만 작은 것을 장착한 개념이다. 무게 300 kg, 액티브 레이다 유도인 패트리어트 PAC-3에서 무게 80 kg, 적외선 유도로 소형화, 저렴화했다. 그렇게 저렴화 소형화하였음에도, 하마스의 장사정포 보다 50배 이상 비싸다는 비판이 있다. 한발당 5만달러로 계산했을 경우이고, 9만달러라는 다른 보도도 있다. 보통 각국에서 독자생산하는 사이드와인더는 10만달러 이상이다.
이스라엘은 가자지구와 레바논 무장세력의 단거리 미사일 공격을 방어하기 위한 미사일방어체계인 아이언 돔(Iron Dome) 시스템을 2010년 여름에 본격 가동할 예정이다. 라파엘사는 2009년 3월 아이언 돔 요격시스템의 실험에 성공했다. 이스라엘은 2006년 헤즈볼라와 전쟁시 4000발의 카추사 로켓 공격을 받은 뒤 이 시스템의 구축을 서둘러 왔다.(https://news.naver.com/main/read.nhn?mode=LSD&mid=sec&sid1=104&oid=001&aid=0002598338)
2006년 이스라엘-레바논 전쟁에서 헤즈볼라는 3,970 ~ 4,228 발의 카추사 로켓을 이스라엘에 발사했다. 이들 중 95%는 122 mm (4.8 인치) 구경의 시리아산 카추사 로켓이었다. 무게 30 kg (66 파운드), 사거리 30 km (19 마일)이었다.

### 레이저 요격

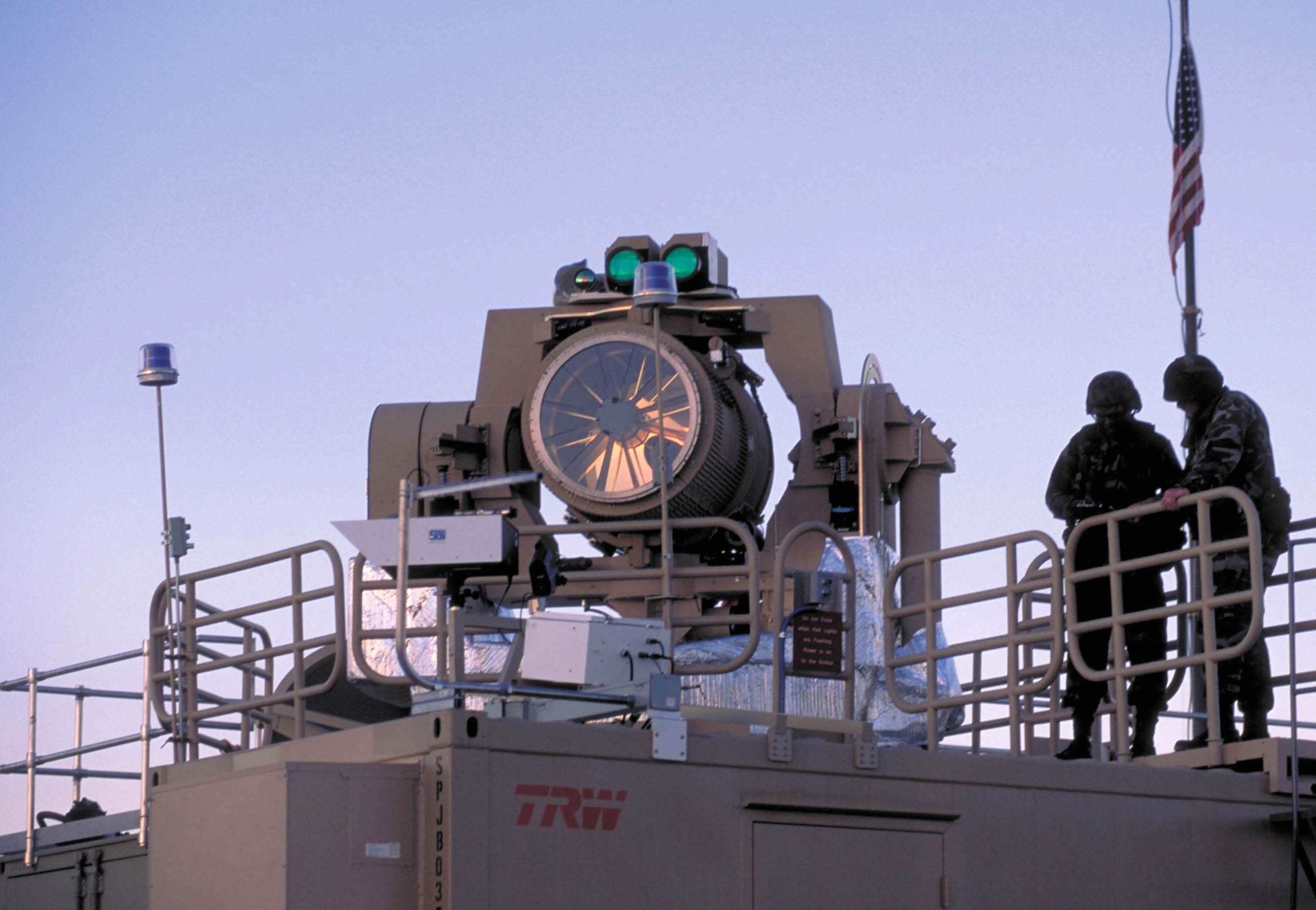
THEL/ACTD

이스라엘 국방부는 미국 뉴멕시코주의 화이트 샌드 미사일 사격장에서 2000년 6월 6일 실시된 노틸러스 시스템의 발사시험에서 날아오는 카추사 로켓을 정확히 추적해 파괴시켰다고 밝혔다.
2000년, 2001년 이스라엘군은 카추사 로켓 28발을 레이저포로 요격했다. 노스럽 그러먼은 이스라엘 국방부와 공동으로 스카이가드 레이저 요격 시스템을 개발하고 있으며, 대당 가격은 약 1억 5,000만 달러(1,500억원), 대량생산시 3,000만 달러(300억원)로 예상하고 있다. 유튜브 동영상 참조.
2012년 아이언 돔의 성공적인 방어에 따라, 이스라엘 정부는 레이저 요격과 기관포 요격 계획을 모두 취소했다.

### 기관포 요격

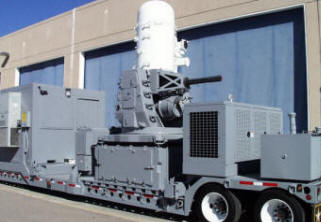
지상 방어용 팰렁스 CIWS 시스템

C-RAM은 이라크 다국적군의 소요제기로 개발되었다. 이라크에서 적의 로켓, 대포, 박격포 공격으로 부상자가 늘어나자, 이러한 요청이 쇄도했다. 2005년 여름, 지상용 팰렁스 CIWS가 이라크에 설치되었다. 바그다드의 그린존과 캠프 빅토리를 방어했다. 이라크 남부의 영국군도 설치했다.
이스라엘은 적의 로켓포 공격을 방어하기 위해 이 시스템을 구매할 것을 고려중이다. 대당 1500만 달러이며, 20 mm M61A1 개틀링포를 사용, 분당 3,000 또는 4,500발의 M-246 또는 M-940 탄환을 발사한다. 공중에서 자동 폭발하는 탄환이다. 그러나 2012년 아이언 돔의 실전사용 결과에 만족하여 기관포 요격 체계는 취소했다.
독일 육군은 NBS C-RAM을 사용한다.
C-RAM은 병사들로 하여금 C-RAM의 발사소음을 통해 사전에 대피할 수 있는 기회를 제공한다. 보관됨 2012-07-16 - archive.today 발사 소음은 유튜브 동영상 참조.

### 신형 방사포
2013년에는 장사정포와 관련해서, 아이언 돔, 팰렁스 CIWS, 그리고 북한의 300미리 방사포가 자주 보도되고 있다.
2013년 5월 북한이 자주 시험발사를 하는 단거리 로켓이 중국의 웨이스 로켓을 도입한 것이 아닌가 하는 우려가 있다.
2013년 5월 북한의 단거리 미사일 동해 발사에 대해, 한국은 미사일, 미국은 다연장 로켓포라고 보았다. 그 후에 한국도 방사포(다연장 로켓포)로 보았다.
과거에는 방사포가 무유도였지만, 요즘에는 유도기능이 들어가기 때문에, 고체연료 유도 지대지 미사일과 아무 차이가 없고, 가격 차이만 있을 뿐이다. 방사포는 작고 싸며 여러발을 쏘는 개념이고, 단거리 미사일은 상대적으로 매우 비싸고, 탄두도 크다. 방어방법도 단거리 미사일은 패트리어트 미사일과 천궁 미사일 등의 고가의 미사일 방어가 필요하지만, 방사포 방어는 아이언 돔이라고 저가의 소형 미사일로 방어한다.
한국은 미사일로 보아서 현재 배치중인 패트리어트 미사일과 천궁 미사일로 대응가능하다고 보았지만, 방사포로 결론남에 따라 한국이 전혀 배치하지 않은 아이언 돔 배치 문제가 논의될 것이다.

## 같이 보기
- BM-21
- 주체포
- CRAM - 로켓포, 대포, 박격포를 공중에서 요격하는 방어 시스템이다.
- 대포병탐지레이다-II

## 참고
1. ↑  단독 공개 北 장사정포, 알려지지 않은 다섯 가지 진실 [신동아] 2004-12-01
2. ↑  <北핵실험> 軍, 핵전 대비태세 점검 착수 연합뉴스 2006-10-11
3. 1 2  “Hizballah's Rocket Campaign Against Northern Israel: A Preliminary Report”. Jerusalem Center for Public Affairs. 2006-08-31. 2018년 9월 28일에 원본 문서에서 보존된 문서. 2006년 9월 14일에 확인함.
4. 1 2  “Hezbollah's rocket force”. BBC News Online. 2006-07-18. 2006년 9월 14일에 확인함.
5. ↑  미사일 요격용 레이저 방어시스템 '스카이가드'
6. ↑  CIWS now does surface targets 보관됨 2009-04-12 - 웨이백 머신 Murdoc online, March 20, 2006
7. ↑  "Israel may buy rapid-fire cannon" 보관됨 2008-05-25 - 웨이백 머신 Jerusalem Post. Dec 20, 2007
8. ↑  https://news.naver.com/main/read.nhn?mode=LSD&mid=shm&sid1=100&oid=081&aid=0002337065
9. ↑  https://news.naver.com/main/read.nhn?mode=LSD&mid=shm&sid1=100&oid=023&aid=0002523363